# Назаренко, Владимир Павлович
Владимир Павлович Назаренко (7 апреля 1927 года — 9 июня 2015 года, Херсон, Украина) — советский и украинский организатор промышленного производства, генеральный директор ПО «Днепр» (Херсон) (1979—1993), лауреат премии Совета Министров СССР (1990) и Государственной премии УССР.

## Биография
Окончил Киевский политехнический институт. Работал инженером-технологом, руководителем группы СКБ-4 Минстанкостроения, начальником бюро, начальником цеха Южно-Турбинного завода г. Николаева (1949—1957), начальником производственного отдела Управления машиностроения Совнархоза (1957—1962), директором электромашиностроительного завода (1962—1964), директором Херсонского завода полупроводниковых приборов (1964—1979), генеральным директором ПО «Днепр» (1979—1993). Большое внимание уделял развитию социальной инфраструктуры — при объединении были построены: 18 жилых домов, 6 детских дошкольных учреждений, Дворец спорта «Кристалл», пионерский лагерь и пансионат на берегу Черного моря, подсобное хозяйство. Кроме того, были введены в эксплуатацию завод полупроводниковых приборов и завод «Заряд» в с. Степановке.
С 1993 г. на пенсии.
Избирался депутатом Херсонского городского совета (6 созывов), областного совета (4 созыва).

## Награды и звания
Награждён орденами Ленина (1986), Октябрьской революции (1971), Трудового Красного Знамени (1974 и 1981), «Знак Почета» (1966).
Лауреат Государственной премии УССР за создание и внедрение в народное хозяйство умножительных диодов сверхвысокой частоты – эти приборы использовались в системах первого советского лунохода.
Почетный гражданин города Херсона (2012).